# Eriopyga secedens
Eriopyga secedens är en fjärilsart som beskrevs av William Schaus 1903. Eriopyga secedens ingår i släktet Eriopyga och familjen nattflyn. Inga underarter finns listade i Catalogue of Life.